# Římskokatolická farnost Melč
Římskokatolická farnost Melč je územní společenství římských katolíků s farním kostelem svatého Antonína Paduánského v Melči.

## Kostely a kaple na území farnosti
- Farní kostel svatého Antonína Paduánského v Melči
- Kaple svaté Barbory v Domoradovicích
- Kaple Nanebevzetí Panny Marie ve Filipovicích